# 古馬牧村
古馬牧村（こめまきむら）は群馬県の北部、利根郡に属していた村。

## 地理
- 山岳 - 高檜山、板沢山、三峰山、石尊山
- 河川 - 利根川、大沢田川
- 湖沼 - 三峰沼

## 歴史
- 1889年（明治22年）4月1日 町村制施行により、後閑村、師村、政所村、真庭村、下牧村、上牧村、大沼村、奈女沢村が合併し利根郡古馬牧村が成立する。
- 1955年（昭和30年）4月1日 桃野村と合併し月夜野町となる。